# Henry Christophe
Henry Christophe (Liegi, 23 luglio 1884 – 17 giugno 1968) è stato un arbitro di calcio belga, internazionale dal 1920 al 1930.

## Biografia
Christophe iniziò la carriera arbitrale nel 1919 nella Division d'Honneur belga, disputando quindici stagioni a livello nazionale.
Diventò arbitro internazionale alle Olimpiadi estive del 1920 ad Anversa, dove diresse la gara dei quarti di finale tra Francia e Italia, terminata 3–1 per i transalpini. Quattro anni dopo arbitrò due partite nelle Olimpiadi estive del 1924 a Parigi, delle quali una dei quarti di finale tra Svezia ed Egitto, e in seguito, alle Olimpiadi estive del 1928 ad Amsterdam, diresse una gara del primo turno di qualificazioni, sempre tra Francia e Italia, terminata 4–3 per gli italiani. Nel marzo 1929 arbitrò un incontro della prima edizione della Coppa Internazionale, ancora con l'Italia, che affrontò la Cecoslovacchia a Bologna, battendola per 4–2.
Partecipò alla prima edizione dei campionati mondiali di calcio nel 1930 come uno dei quattro arbitri europei della manifestazione, insieme al connazionale Jean Langenus – insieme al quale aveva effettuato il viaggio a bordo del transatlantico Conte Verde – a Thomas Balvay e a Constantin Rădulescu. Diresse la gara del primo turno tra Cile e Messico, terminata 3–0 per i cileni, e svolse le funzioni di guardalinee in altri quattro incontri del torneo, finale compresa.
Dopo il ritiro dall'attività arbitrale, avvenuto nel 1934, venne nominato presidente del Royal Cercle Sportif Verviétois.
È deceduto nel giugno del 1968 all'età di 83 anni.